# Koei
Koei Co., Ltd. (株式会社コーエー?, Kabushiki-gaisha Kōē), in precedenza Kōei (光栄?), è una casa di progettazione, sviluppo e pubblicazione di videogiochi giapponese, fondata nel 1978. Il nome Koei è un anagramma di "Keio University", la scuola dove i due fondatori Yōichi Erikawa e Keiko Erikawa avevano studiato. La compagnia è principalmente conosciuta per i suoi videogiochi a tema storico, basati sul romanzo Il romanzo dei tre regni, oltre che per altri titoli di simulazione basati su eventi pseudo-storici. Fra le serie di videogiochi di maggior successo pubblicate dalla Koei si possono citare Dynasty Warriors e Samurai Warriors.
Nel 2010 la Koei è stata unita alla Tecmo per fondare una nuova divisione di sviluppo, la Koei Tecmo Games, definendo lo scioglimento definitivo della società.

## Giochi
- Croc: Legend of the Gobbos (1997) la versione giapponese per PlayStation.
- Destrega (1998) per PlayStation.
- Mystic Heroes (2002) per GameCube, Game Boy Advance e PlayStation 2.
- Crimson Sea (2002) per Xbox.
- Crimson Sea 2 (2004) per PlayStation 2.
- Colosseum: Road to Freedom (2005) per PlayStation 2.
- Bladestorm: The Hundred Years' War (2007) per PlayStation 3 e Xbox 360.
- Fist of the North Star: Ken's Rage (2010) per PlayStation 3 e Xbox 360.
- Fist of the North Star: Ken's Rage 2 (2012) per PlayStation 3, Xbox 360 e Wii U.
- Hyrule Warriors (2014) la versione giapponese per Wii U.